# Lunar
Pistes de Nothing but the Beat
The Alphabeat Sunshine
Lunar est une chanson de David Guetta en collaboration avec le producteur musical et DJ néerlandais Afrojack, issue du cinquième album studio de Guetta, Nothing but the Beat. La piste instrumentale a été publiée numériquement le 15 août 2011 en tant que second single promotionnel sur trois extrait de l'album, suivant Titanium.

## Liste des pistes
- Digital download[1]

1. Lunar – 5:16

## Classement
| Classement (2011)              | Meilleure position |
| ------------------------------ | ------------------ |
| Allemagne (Media Control AG)   | 84                 |
| Autriche (Ö3 Austria Top 40)   | 58                 |
| France (SNEP)                  | 50                 |
| Espagne (PROMUSICAE)           | 45                 |
| Royaume-Uni (UK Dance Chart)   | 22                 |
| Royaume-Uni (UK Singles Chart) | 90                 |

## Historique des sorties
| Pays             | Date         | Format                    | Label               |
| ---------------- | ------------ | ------------------------- | ------------------- |
| Australie        | 15 août 2011 | Téléchargement de musique | Virgin Records, EMI |
| Autriche         | 15 août 2011 | Téléchargement de musique | Virgin Records, EMI |
| Canada           | 15 août 2011 | Téléchargement de musique | Virgin Records, EMI |
| France           | 15 août 2011 | Téléchargement de musique | Virgin Records, EMI |
| Allemagne        | 15 août 2011 | Téléchargement de musique | Virgin Records, EMI |
| Irlande          | 15 août 2011 | Téléchargement de musique | Virgin Records, EMI |
| Pays-Bas         | 15 août 2011 | Téléchargement de musique | Virgin Records, EMI |
| Nouvelle-Zélande | 15 août 2011 | Téléchargement de musique | Virgin Records, EMI |
| Royaume-Uni      | 15 août 2011 | Téléchargement de musique | Virgin Records, EMI |